# جيف راندال
جيف راندال (بالإنجليزية: Jeff Randall)‏ هو صحفي ومقدم تلفزيوني بريطاني، ولد في 3 أكتوبر 1954.

## وصلات خارجية
- جيف راندال على موقع IMDb (الإنجليزية)